# یالمار سیلاسوو
یالْمار سیلاسوُو (Hjalmar Siilasvuo(; ۱۸ مارس ۱۸۹۲ – ۱۱ ژانویهٔ ۱۹۴۷) سپهبد نیروی زمینی فنلاند بود.
وی همچنین برندهٔ جوایزی همچون صلیب مانرهیم، صلیب آهنین، و نشان رز سفید فنلاند شده‌است.